# Alchemilla catachnoa
Alchemilla catachnoa es una especie de planta del género Alchemilla, perteneciente a la familia Rosaceae.

## Taxonomía
Alchemilla catachnoa fue descrita por Rothm. en 1938.

## Distribución
Se encuentra en el territorio norte de la península balcánica.